# Clemens Wilmenrod

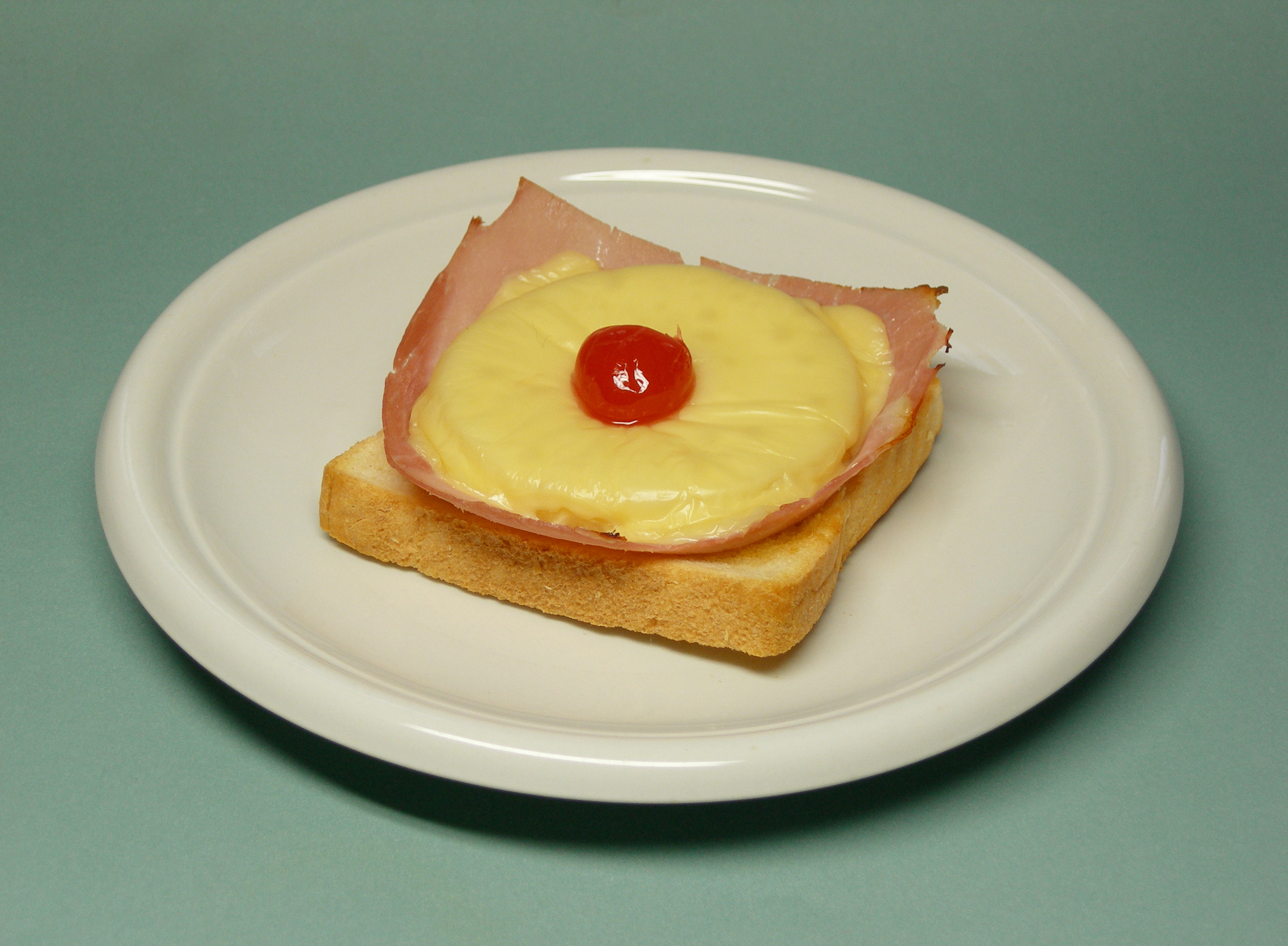
Clemens Wilmenrods „Erfindung“
Toast Hawaii

Clemens Wilmenrod (eigentlich Carl Clemens Hahn; * 24. Juli 1906 in Oberzeuzheim im Westerwald; † 12. April 1967 in München) war ein deutscher Schauspieler und ab 1953 der erste deutsche Fernsehkoch. Wilmenrod gilt als der Erfinder des Toast Hawaii, des Arabischen Reiterfleisches und der Gefüllten Erdbeere. Außerdem soll er den Rumtopf in Süd- und Westdeutschland populär gemacht haben. Er sorgte angeblich auch dafür, die Pute in Deutschland als Weihnachtsfestbraten zu popularisieren. Wilmenrod hatte keine Ausbildung als Koch, sondern war Schauspieler.

## Leben
Carl Clemens Hahn wurde in Oberzeuzheim geboren, wuchs aber in Willmenrod auf, wo seine Eltern eine Mühle betrieben. Er erhielt zunächst Klavierunterricht am Konservatorium in Limburg an der Lahn. Anschließend nahm er Schauspielunterricht bei Louise Dumont in Düsseldorf. Als Schauspieler hatte er zunächst wenig Erfolg. Nach ersten Engagements in Stendal arbeitete er seit 1935 am Residenztheater Wiesbaden und seit 1939 am Komödienhaus Dresden.
1945 wurde er zu den Panzergrenadieren einberufen und durch einen Schuss am Ohr verwundet. Für die auf 400 Manuskriptseiten niedergeschriebenen Erlebnisse seiner 111 Tage bei der Wehrmacht (Titel „Ohne mich“) fand er keinen Verleger.
1950 folgte ein Engagement am Hessischen Staatstheater in Wiesbaden. Im gleichen Jahr lernte er die Tochter Erika des Metzgermeisters Klink kennen und heiratete sie; zusammen zogen sie 1951 nach Lübeck. Zuvor war er kurzzeitig mit der Schauspielerin Susanne Engelhart verheiratet gewesen. Nach einem Streit mit dem Lübecker Intendanten wechselte er zum Theater „Kleine Komödie“ in Hamburg. Daneben synchronisierte er Filme und spielte auch kleine Filmrollen in Hochzeitsnacht im Paradies und Wenn eine Frau liebt.
Vom 20. Februar 1953 bis zum 16. Mai 1964 trat er in der NWDR- bzw. WDR-Sendung Bitte, in zehn Minuten zu Tisch, assistiert von Ehefrau Erika und dem Schnellbräter der Marke „Heinzelkoch“, in 185 Sendungen als Fernsehkoch auf.
Der an Magenkrebs erkrankte Wilmenrod beging im Alter von 60 Jahren in einem Münchener Krankenhaus Suizid, ohne einen Abschiedsbrief zu hinterlassen. Carl Clemens Hahn wurde in seinem Heimatort Willmenrod beigesetzt. Das Grab wurde nach Ablauf der Ruhefrist aufgelöst, der Grabstein blieb aber erhalten und wurde später, ergänzt durch ein kleines Denkmal, an anderer Stelle auf dem Friedhof wieder aufgestellt.

### Karriere als Schauspieler
Neben seiner Karriere am Stendaler Theater der Altmark und an anderen deutschen Bühnen gab er 1949 als Schauspieler sein Kinodebüt neben Hilde Krahl und Johannes Heesters in Wolfgang Liebeneiners Wenn eine Frau liebt in der Rolle des Präsidenten. Heesters war auch sein Filmpartner in Géza von Bolvárys Hochzeitsnacht im Paradies (1950) mit Claude Farell. Es folgte eine Nebenrolle in Die Frauen des Herrn S. Der Regisseur Anatole Litvak engagierte Clemens Wilmenrod 1951 für die Hollywood-Produktion Entscheidung vor Morgengrauen, in dem er sich seinen Platz im Schützengraben mit Stars wie Richard Basehart und Oskar Werner teilte. Trotz dieser Meriten stagnierte seine Filmkarriere nach der Rolle des Montomura in dem Fernsehfilm Die Geishas des Captain Fisby (1953). Mitte der 1960er Jahre hatte er noch einen Kinoerfolg als Willi Wimmer neben Vivi Bach in der Komödie Ein Ferienbett mit 100 PS (1965). Mit zwei Gastrollen in den Fernsehserien Die fünfte Kolonne und Das Kriminalmuseum endete seine Fernsehkarriere.

### Karriere als Fernsehkoch
Wilmenrods Fernsehkarriere begann eher zufällig. Der nach dem Zweiten Weltkrieg nur sporadisch (so 1951 im Spielfilm Die Frauen des Herrn S.) beschäftigte Schauspieler suchte Anfang der 1950er Jahre eine Anstellung beim neu entstandenen NWDR-Fernsehen in Hamburg. Zusammen mit seiner Frau wartete er in dem zum Fernsehstudio umgebauten Hochbunker auf dem Hamburger Heiligengeistfeld kurz vor dem anberaumten Bewerbungsgespräch in einem Raum, in dem auf einem Monitor eine naturkundliche Sendung lief. Wilmenrod selbst erzählt die Geschichte seiner Berufung folgendermaßen:

„Meine Frau und ich sahen einen Berliner Giftforscher mit einer Schlange hantieren – in Großaufnahme. Man sah nur die Hände des Forschers, der das Tier kameragerecht placierte und ihm aus den triefenden Kiefern das glitzernde Gift entnahm. Es war aufregend im Höchstmaße! Nach Schluß der Sendung zerrte ich meine Frau in die nächste Kneipe. ‚Stell dir vor‘, flüsterte ich, ‚dieses Biest wäre ein Omelett gewesen‘.“

Die Idee der „Fernsehküche“ war geboren. Der Intendant des NWDR engagierte den Schauspieler prompt in der mit Frau Erika ausgedachten Rolle. Seinen Künstlernamen entlieh Clemens Wilmenrod der Westerwald-Gemeinde Willmenrod, aus der er stammte. Berichten zufolge erlernte er erst 1955 einige Grundfertigkeiten, unter anderem das richtige Schneiden einer Zwiebel, von seinem späteren Konkurrenten und „Intimfeind“ Hans Karl Adam, dem er auch einige Kochrezepte abgekauft haben soll, über deren Honorierung sich die beiden zerstritten.

### Die SendungClemens Wilmenrod bittet zu Tisch
Der NWDR strahlte die fünfzehnminütige Sendung ab dem 20. Februar 1953 zweiwöchentlich (ab 1957 monatlich) am Freitagabend um 21:30 Uhr aus, also zur besten Sendezeit. Bis zur Absetzung im Mai 1964 wurden 185 Folgen produziert. Clemens Wilmenrod begrüßte seine Zuschauer anfangs mit dem Satz „Ihr lieben, goldigen Menschen“, später wurde daraus „Liebe Freunde in Lucullus“ und schließlich „Verehrte Feinschmeckergemeinde“.
In der ersten Sendung gab es einen Fruchtsaft im Glas, ein italienisches Omelett, Kalbsniere gebraten mit Konserven-Mischgemüse, danach einen türkischen Mokka. Alle Gerichte wurden live während der kurzen Sendezeit zubereitet und nach der Sendung von den Mitwirkenden verzehrt. Wichtiges Utensil in der deckenhoch gefliesten Fernsehküche war der Infrarotgrill Marke „Heinzelkoch“, der auch im Abspann jeweils Erwähnung fand. Das Markenzeichen von „Don Clemente“ – so sein Spitzname – war sein von dem Karikaturisten Mirko Szewczuk gezeichnetes Porträt auf seiner Kochschürze.

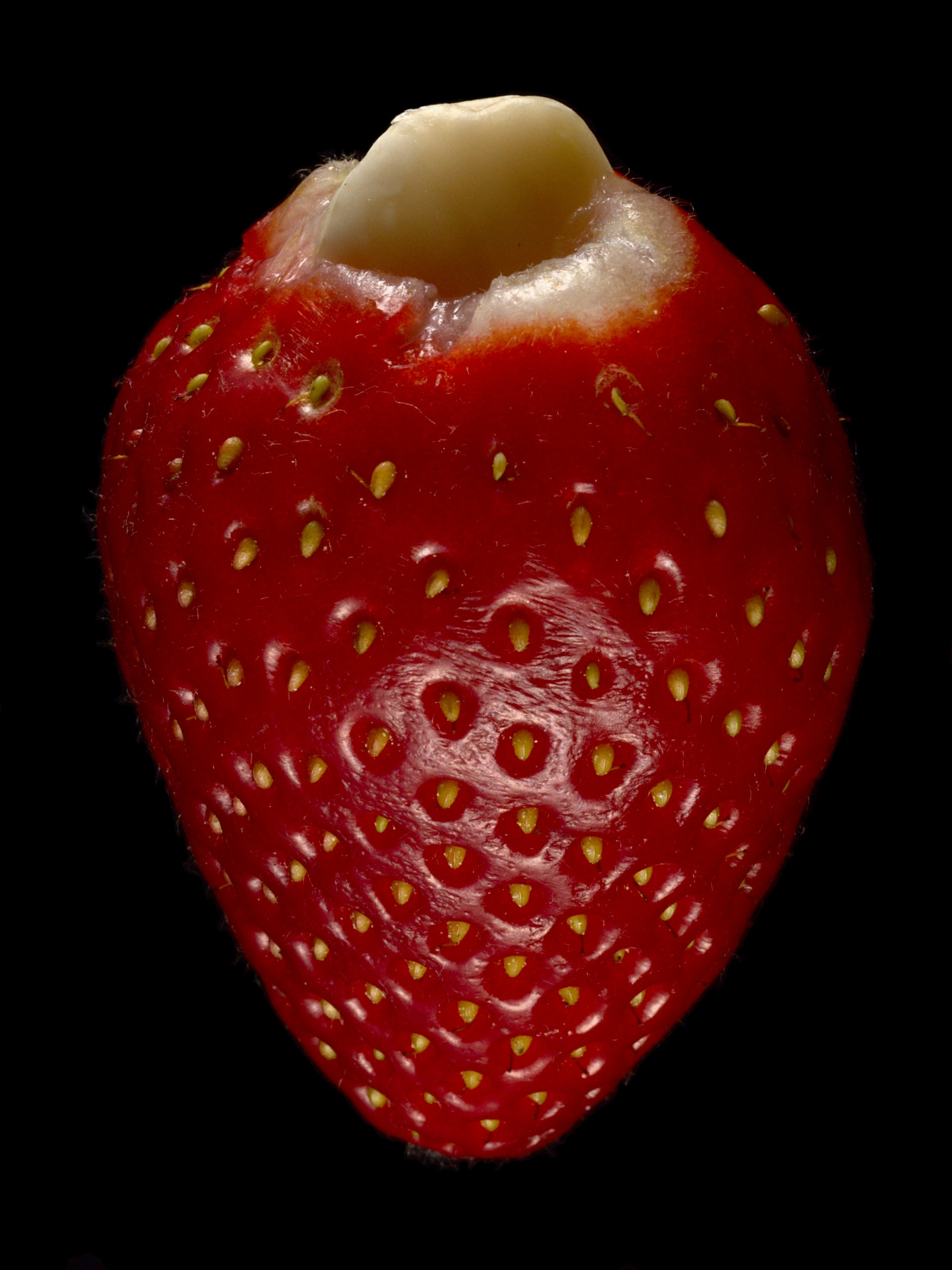
Gefüllte Erdbeere

Wilmenrods Küchenschaffen war geprägt von der konsumorientierten Neugierde der Nachkriegszeit – er verwendete ohne Scheu Dosengemüse, Fertigsoßen und Ketchup bei der Zubereitung seiner Kreationen. Er stellte aber auch die kulinarischen Weichen für die sich entwickelnde Reisesehnsucht der Deutschen in jenen Jahren: Olivenöl, Knoblauch und italienische Pasta- und Pizzagerichte hatten ihren festen Platz in Wilmenrods Küche. Seine launigen Münchhausiaden, in gespielter Weltläufigkeit präsentiert und von mancherlei angeblichen Reisen kündend, taten ein Übriges, ihm in der neu entstehenden westdeutschen „Fernsehrepublik“ zu großer Bekanntheit zu verhelfen.
Unvergessen sind auch seine übertriebenen Namenskreationen für einfache Gerichte, wie etwa Arabisches Reiterfleisch für ein einfaches Hackfleischgericht, Venezianischer Weihnachtsschmaus für ein paniertes Schnitzel, aber auch Päpstliches Huhn, Zwiebelsuppe René, Flambierte schwarze Banane, Würstchen mit Austern und viele weitere mehr.
Als  Wilmenrod zufolge ein Zuschauer ihn beschuldigte, die mit einer schlichten Mandel gefüllte Erdbeere nicht selbst erfunden zu haben, setzte er sich während der Sendung ein langes Küchenmesser auf die Brust und schwor, sich den Stahl ins Herz zu rammen, wenn irgendein Zuschauer „auf der Kruste dieses Planeten“ anrufen würde, der schon einmal vorher eine gefüllte Erdbeere gegessen habe.
Wilmenrod war auch mit seinen feuilletonistischen Kochbüchern erfolgreich. Sie erschienen mit einer Gesamtauflage von über 250.000 Exemplaren bei Hoffmann und Campe, Vollmer und später auch als Taschenbücher im Rowohlt-Verlag.

## Wirkung
Obgleich Wilmenrods Kulinarik dem Vergleich mit modernen Standards der Kochkunst kaum standhält, war seine Wirkung in den 1950er Jahren enorm; seine Sendungen waren jedes Mal Straßenfeger. Wenn Wilmenrod ein Kabeljaurezept vorstellte, war Kabeljau für die nächsten Tage in sämtlichen Fischgeschäften ausverkauft.
Wilmenrod war einer der ersten, deren unverwechselbare Fernsehpräsenz und Popularität in Deutschland auch die werbetreibende Industrie zu interessieren begann, die ihn für verschiedene Küchengeräte und Lebensmittel unter Vertrag nahm. Die Geschäftsbeziehung zu einem Spirituosenhersteller ließ Wilmenrod den Rumtopf propagieren. Einen Skandal löste es Ende der 1950er Jahre aus, als das allseits bekannte Porträt des Fernsehkochs auf einer Fischdose abgebildet wurde, wofür er ein Honorar (und einen scharfen Tadel des WDR) kassierte. Daran schloss sich ein Grundsatzstreit über die Frage der Schleichwerbung an: Ob es erlaubt sein dürfe, dass bekannte Fernsehschaffende für Werbeauftritte Extraentgelte einstrichen? Dem Nachrichtenmagazin Der Spiegel war diese Debatte gar eine Titelgeschichte über Wilmenrod wert. Der scharfe Einspruch eines Blasphemie witternden katholischen Theologen gegen Wilmenrods launige, von den Sendbriefen des Apostels Paulus inspirierte Publikumsbegrüßung „Liebe Brüder und Schwestern in Lukullus“ beschädigte ebenfalls den Ruf des Fernsehkochs. 1964 wurde die Sendung schließlich eingestellt.
Der NDR verfilmte im Frühjahr 2008 das Leben Wilmenrods unter dem Titel Es liegt mir auf der Zunge nach einem Drehbuch von Lothar Kurzawa mit Jan Josef Liefers und Anna Loos in den Hauptrollen (Erstausstrahlung am 25. November 2009 in Das Erste).

## Filmografie (Auswahl)
- 1950: Hochzeitsnacht im Paradies
- 1965: Ein Ferienbett mit 100 PS
- 1966: Die fünfte Kolonne – Ein Auftrag für....
- 1967: Das Kriminalmuseum – Die Kiste

## Werke
- Es liegt mir auf der Zunge. Hoffmann & Campe, Hamburg 1954
- Clemens Wilmenrod bittet zu Tisch. Hoffmann & Campe, Hamburg 1956
- Wie in Abrahams Schoß. Brevier für Weltenbummler und Feinschmecker. Hoffmann & Campe, Hamburg 1958
- Französische Küche. Verlag Vollmer, Wiesbaden 1963
- Im Fernsehen gekocht. Hundertundein Rezept von Clemens Wilmenrod. Hoffmann & Campe, Hamburg 1963